# BS FUJIハイビジョンナイター
『BS FUJI ハイビジョンナイター』（ビーエス フジハイビジョンナイター）は、2001年にBSフジで放送されたプロ野球中継番組。フジテレビ・フジテレビ系列の「ナイター中継（西暦）/プロ野球中継（西暦）」（現・野球道 ）の派生番組である。フジテレビスポーツ局との共同制作。

## 概要
BSデジタル放送開始の2000年12月1日にBSフジが開局し、その1年目の2001年のプロ野球シーズン開幕とともに放送開始。主に地上波で放送しない対巨人戦以外のヤクルト・横浜主催試合を水曜日と日曜日に20試合ほどハイビジョンで完全中継していた。それ以外にイースタン・リーグの湘南シーレックス対巨人戦（7月4日、平塚球場）も放送した実績がある。
BSデジタル放送の利点、ならびに当時の最新鋭機能を生かし、ハイビジョン撮影はもちろんのこと、「クラブBSフジ」会員のみ参加できる双方向システムを使ったゲームなども盛り込むなど、斬新な試みに挑戦した。
さらにヤクルトがセ・リーグ優勝を飾り、日本シリーズ（対大阪近鉄）の神宮球場開催分のうち、地上波フジテレビ系列で放送の2試合を実況・解説ともに地上波と異なる面々で放送した。
しかし、この年のシーズンオフに、横浜ベイスターズの親会社がマルハから東京放送（現・TBSホールディングス）へ移行するなど、野球界の事情が大きく様変わりした上、BSフジの社長交代等の事情により、一旦、プロ野球中継の放送からは身を引くこととなる。
『ハイビジョンナイター』の放送を取り止めて以降はBSフジでのプロ野球中継が激減しており、代わりにメジャーリーグ中継が主流となるが、プロ野球も自主制作はないもののわずかながら放送されていて、2004年以降は、地上波フジテレビ系列でオールスターゲーム･日本シリーズが中継される年度に同時放送を行った。
現在は地上波で中継を行わなくなったビジターゲームの対巨人戦（フジテレビ制作〈一部系列局も含む〉）を中心に数試合中継しており、2013年以降は日本シリーズ放映権獲得を目的とした中継実績作りも兼ねパ・リーグ主催試合も編成が容易なデーゲームに交流戦を含めた数試合を放送している。ヤクルト主催ゲームで2015年からはクライマックスシリーズのファーストステージまたはファイナルステージに出場する試合も中継しており、2016年からは対巨人戦以外の試合も1試合編成している。パ・リーグ主催試合では2016年からオリックス・バファローズ主催試合を中継しており、2021年からは球団制作映像を使用する形で埼玉西武ライオンズ戦も自社制作で中継している。
2020年と2021年は臨時放送用のBS188chでの放送（2K放送のみ）も随時行い、2022年からはサブチャンネルのBS182chにて試合終了まで延長して放送している（2K放送のみ）。
また2023年からは地上波中継（ナイターは全国ネット・デーゲームは関東ローカル）実施時にトップ&リレー中継を実施しており、この他にも中日対巨人戦では、地上波東海3県ローカル向け放送と同様に一般社団法人日本電子機器補修協会（JEMTC）が特別に筆頭スポンサーとなる事例がある。
しかし年間を通じての中継試合数（15試合前後）は他のBSデジタル放送局と比べて少なく、プロ野球中継については有料放送（フジテレビワンツーネクスト）を優先せざるを得ない運営姿勢が露呈した格好になっており、ゴールデン・プライム枠でも『BSフジLIVE プライムニュース』がスポンサーセールス面で増益に貢献するなど好調なため、簡単に野球中継を編成できないという事情も重なっている。
なお、2025年現在のBSフジの番組表における番組タイトルは『BSフジLIVE プロ野球（西暦)』で、中継映像に対戦カード・テーマ曲に実況という形式で始まっている。